# Siège d'Alkmaar
Guerre de Quatre-Vingts Ans
Batailles
- Chronologie de la guerre de Quatre-Vingts Ans
- Valenciennes
- Austruweel
- Rheindalen
- Heiligerlee
- Jemmingen
- Jodoigne
- Brielle
- 1er Flessingue
- Malines
- Goes
- Mons
- Haarlem
- 2e Flessingue
- Borsele
- Zuiderzee
- Alkmaar
- Leyde
- Reimerswaal
- Mook
- Lillo
- Zierikzee
- 1er Anvers
- 1er Bréda
- Gembloux
- Rijmenam
- 1er Deventer
- Maastricht
- 2e Bréda
- Açores
- 2e Anvers
- 3e Anvers
- Boksum
- Zutphen
- 1er Berg-op-Zoom
- Gravelines
- 3e Bréda
- 2e Deventer
- Groningue
- Huy
- 1er Groenlo1
- 2e Groenlo
- Turnhout
- Nieuport
- Ostende
- L'Écluse
- 3e Groenlo
- Saint-Vincent
- Gibraltar
- Saint-Vincent (1621)
- 2e Berg-op-Zoom
- 4e Bréda
- 4e Groenlo
- Matanzas
- Bois-le-Duc
- Abrolhos
- Slaak
- Maastricht
- 5e Bréda
- Cabañas
- Calloo
- Les Downs
- Saint-Vincent (1641)
- Hulst
- Cavite

Le siège d'Alkmaar, du 21 août au 8 octobre 1573, oppose au cours de la guerre de Quatre-Vingts Ans (1568-1648) les insurgés néerlandais dirigés par Guillaume d'Orange à l'armée de Philippe II, roi d'Espagne et souverain des Pays-Bas. Elle s'achève par la victoire des insurgés et le retrait des troupes de don Fadrique, second fils du duc d'Albe.
La ville d'Alkmaar est située au nord d'Amsterdam, dans la province de Hollande-Septentrionale des actuels Pays-Bas.

## Contexte
Après s'être assuré du sud des Pays-Bas en 1572, le duc d'Albe a poursuivi en 1573 la reprise en mains des villes rebelles des provinces du Brabant et de Zélande, récupérant les villes de Malines et de Haarlem où, après leur reddition, une grande partie des défenseurs ont été exécutés. La politique de terreur engagée par le duc d'Albe a poussé la cité d'Alkmaar à résister désespérément. 

## Le siège
Les troupes espagnoles, fortes de 6 500 à 15 000 hommes sous le commandement de don Fadrique, assiègent Alkmaar pendant près de deux mois entre la fin de l'été et le début du mois d'octobre 1573. 
Les habitants ont choisi de noyer les champs voisins en coupant les digues qui protégent la ville. Les fortifications récemment construites en s'inspirant du « tracé à l'italienne », complétées par un fossé rempli d'eau, ont permis une défense efficace qui a fait échouer tous les assauts lancés contre ses murs. 
Finalement, face à l'arrivée précoce de l'hiver et l'échec de la tentative d'attaque de la cité par deux côtés en franchissant le fossé par des pontons mobiles d'assaut, don Fadrique décide de lever le siège et de se retirer.

## Suites
Alkmaar est la première ville contrôlée par les insurgés durant la guerre de Quatre-Vingts Ans après avoir résisté aux troupes de la couronne espagnole. 
La décision d'engager le siège d'Alkmaar à une période avancée de l'année et l'échec qui s'est ensuivi, a été une des plus grandes erreurs du duc d'Albe, alors que la victoire rebelle a renforcé la volonté de résistance de ceux-ci. D'autre part le temps perdu lors du siège de cette cité, en elle-même peu importante, a empêché l'avance des troupes espagnoles à l'intérieur des provinces de Hollande et de Zélande, cœur de la rébellion.

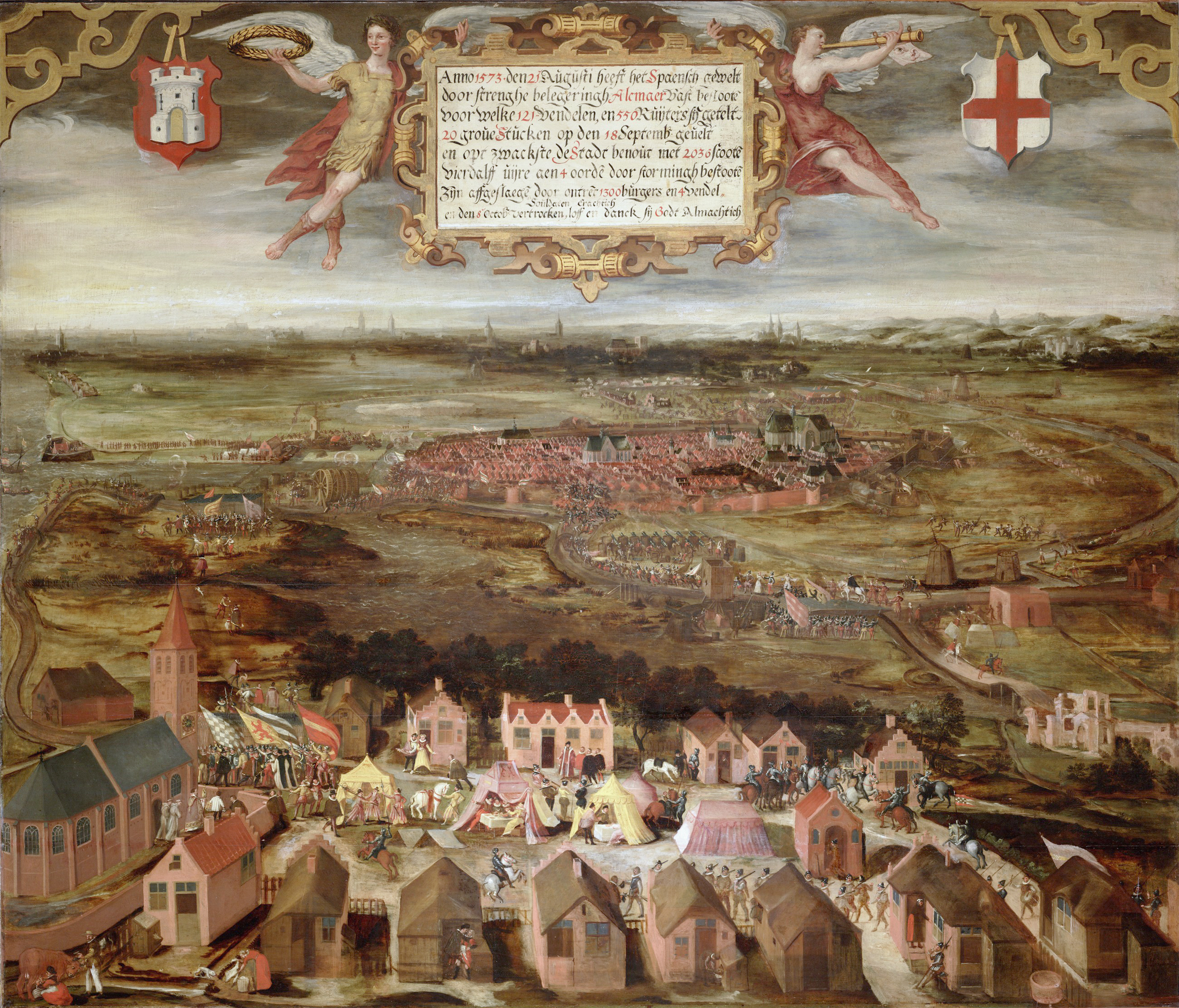
Détail d'un tableau de 1573 montrant des fortifications inachevées.

## Commémoration
La cité aujourd'hui encore célèbre chaque année le 8 octobre. 
Un dicton hollandais évoque ce siège en disant que « la victoire commence à Alkmaar ».